# 谷口富美枝
谷口 富美枝（たにぐち ふみえ、1910年（明治43年）8月2日 - 2001年（平成13年）8月11日）は、1930年代にモダンで気品ある美人画を描いて一躍注目を浴びた日本画家。雅号は仙花。結婚による改姓、または作品によって、谷口富美枝、谷口フミエ、谷口文英、谷口仙花、船田富美枝、船田仙花、香月瓔子などと、名前をたびたび変えている。最初の夫は、同じ日本画家の船田玉樹。

## 略歴

### 青龍社
1910年、東京に生まれる。関東大震災で被災し、翌1924年に埼玉県浦和市（現・さいたま市）に転居。上村松園にあこがれて日本画家を志し、1931年に女子美術専門学校日本画科高等師範科を卒業、1934年に文化学院美術部専修科を卒業。
女子美在学中の1929年頃から日本画家・川端龍子の青龍社に入門。同1929年9月「第2回青龍社展」（東京府美術館）に《麦秋》を20歳の若さで出品。1934年「第6回青龍社展」には、ドロップ工場で働く女性たちを描いた《スヰート工場》等を出品。翌1935年「秋の青龍社展」には、身支度をする6人のモダンガールを等身大に描いた六曲一隻の屏風《装ふ人々》を出品。和装から洋装に着替える姿に世相を反映しつつ、日本女性の清楚な美しさを描いたこの作品は高く評価され、Y氏賞を受賞した。また、1936年「秋の青龍社展」に、モダンガールが山荘で寛ぐ《山の憩ひ》と、水着姿でビーチを散歩する《海の憩ひ》を出品し、再びY氏賞を受賞。「近代的な女性を此処まで書き出す作品は少い」、「閨秀画家として画壇で確固とした地位を獲得した」と称賛された。
谷口はモチーフとする若いモダンな女たちを「古い常識なんか蹴飛ばして新しい生き方」を実行する「特殊の芸術人」とみなしていた。しかし、1937年に勃発した日中戦争が激化するにつれ、華やかな装いは非難の的となっていった。

### 戦中
1938年「春の青龍社第6回展」で谷口は、歌う少女たちを描いた《愛国行進曲》と子供を捧げる母親を描いた《ヒコーキ》を出品し、いち早く時局に応えた。同展を最後に、青龍社を脱退。翌年個展を開くも、後ろ盾のない谷口は一転して画壇からの厳しい視線に晒された。
この年、革新的な日本画団体〈歴程美術協会〉に出品。同協会会員の船田玉樹と出会い、浦和の実家を出て、当時彼が住んでいた東京世田谷の住所近くに転居した。
1940年頃から、前衛的な日本画に挑戦する画家たちと交流を持ちながら、古典にも画題を求めるようになる。1942年頃からは能に関心を持ち、喜多流の師について舞や謡を学び始め、能画を描くようになった。1943年、陸軍報道部の指導のもと、女性画家50名による〈女流美術家奉公隊〉が結成され、谷口は役員に就任。「全女流画家献納画展」を主催して銃後の心構えの育成に応じたり、「報国運動発足懇談会」を開催して息子を国家に差し出す啓蒙運動を展開。1943年に開催した「戦ふ少年兵」展で、谷口は《防空兵》と《戦車兵》を出品した。
戦争末期になると谷口は、船田玉樹の郷里である広島県呉市に疎開して結婚する。広島に原爆が落とされる3日前の1945年8月3日、長男を出産した。

### 渡米
終戦後しばらくは呉に留まり、夫婦で地元の美術の復興に力を注いだ。玉樹は1946年、〈呉美術協会〉の理事となり市美展の基礎を築いた。谷口は1946年「新憲法公布記念絵画公募展」で知事賞を、1948年「第三回呉市美展」日本画部門で市長賞を受賞。1949年から始まった「広島県美術展覧会」では夫婦で審査員を務めた。しかし、東京へ帰郷し画壇への復帰を願う谷口と呉に留まろうとする玉樹との意見は折り合わず、1953年離婚。1955年、知人に紹介された日系アメリカ人と結婚。「向うへいったらアメリカ婦人に日本画を広めよう」「アメリカだとかえって新しい境地が開けそうで楽しみ」との期待を抱いて渡米するが、言葉の壁や習慣の違いに加えて差別的な扱いを受け、1957年には婚家を出た。
谷口がアメリカで絵画を制作し続けたのかは不明。単身ロサンゼルスに移住し、ウエイトレスや家政婦、お針子などの仕事をして働き続けた。執筆活動も継続的に行い、能の新聞への投稿は渡米後も続けたほか、1967年から1975年まで日系アメリカ人向け同人誌『南加文芸』にも「谷口ふみえ」や「香月瓔子」の名前で10回にわたって自伝的小説を発表している。
2001年公開のコメディ映画『バブル・ボーイ』（ブレア・ヘイズ監督）に、谷口が着物を着た日本人女性役で数秒だけ出演している。同2001年、91歳で死去。